# Persone di nome André
| Questa pagina contiene informazioni ricavate automaticamente dalle voci biografiche con l'ausilio del template Bio e di un bot. L'aggiornamento è periodico e automatico e ricostruisce completamente la pagina. Se manca una persona in questa lista, sei pregato di non aggiungerla, ma accertati piuttosto che la sua voce biografica contenga il template Bio e che i dati anagrafici siano correttamente compilati. Se il template Bio manca, inseriscilo tu stesso o, in alternativa, metti l'avviso {{tmp\|Bio}} che ne segnala la mancanza. Se i dati riportati sono sbagliati, correggi direttamente la voce biografica; le modifiche saranno visibili in questa lista entro pochi giorni. Per chiarimenti vedi il progetto antroponimi. La lista contiene solo le 624 persone che sono citate nell'enciclopedia e per le quali è stato implementato correttamente il template Bio. Pagina aggiornata al 6 ago 2025. |

Questa è una lista di persone presenti nell'enciclopedia che hanno il nome André, suddivise per attività principale.

## Abati(1)
- André d'Espinay, abate, arcivescovo cattolico e cardinale francese (Champeaux, n. 1451 - Parigi, † 1500)

## Allenatori di calcio(21)
- André Abegglen, allenatore di calcio e calciatore svizzero (Neuchâtel, n. 1909 - Zurigo, † 1944)
- André Bergdølmo, allenatore di calcio e calciatore norvegese (Oslo, n. 1971)
- André Biancarelli, allenatore di calcio e ex calciatore francese (Avignone, n. 1970)
- André Breitenreiter, allenatore di calcio e ex calciatore tedesco (Langenhagen, n. 1973)
- Andy Egli, allenatore di calcio e ex calciatore svizzero (Bäretswil, n. 1958)
- André Giamarchi, allenatore di calcio e calciatore francese (Philippeville, n. 1931 - Aix-les-Bains, † 2012)
- André Grillon, allenatore di calcio e calciatore francese (Parigi, n. 1921 - Amiens, † 2003)
- André Guesdon, allenatore di calcio e calciatore francese (Bénouville, n. 1948 - Monaco, † 2020)
- André Gérard, allenatore di calcio e calciatore francese (Bordeaux, n. 1911 - Tresses, † 1994)
- André Hainault, allenatore di calcio e ex calciatore canadese (Vaudreuil-Dorion, n. 1986)
- André Hoekstra, allenatore di calcio e ex calciatore olandese (Baarn, n. 1962)
- André Hofschneider, allenatore di calcio e ex calciatore tedesco (Berlino, n. 1970)
- André Hurtevent, allenatore di calcio e calciatore francese (Abbeville, n. 1906 - Saint-Valery-sur-Somme, † 1988)
- André Jacowski, allenatore di calcio e calciatore francese (Wiativice, n. 1921 - Reims, † 2002)
- André Macanga, allenatore di calcio e ex calciatore angolano (Luanda, n. 1978)
- André Ooijer, allenatore di calcio e ex calciatore olandese (Amsterdam, n. 1974)
- André Riou, allenatore di calcio francese (Moulins, n. 1918 - Villefranche-de-Lauragais, † 2005)
- André Schubert, allenatore di calcio e ex calciatore tedesco (Kassel, n. 1971)
- André Jardine, allenatore di calcio brasiliano (Porto Alegre, n. 1979)
- André Emanuel Tedesco, allenatore di calcio e calciatore brasiliano (San Paolo, n. 1904 - San Paolo)
- André Trulsen, allenatore di calcio e ex calciatore tedesco (Amburgo, n. 1965)

## Allenatori di calcio a 5(1)
- André Vanderlei, allenatore di calcio a 5 e ex giocatore di calcio a 5 brasiliano (Recife, n. 1978)

## Allenatori di tennis(1)
- André Ghem, allenatore di tennis e ex tennista brasiliano (Porto Alegre, n. 1982)

## Alpinisti(1)
- André Roch, alpinista e scrittore svizzero (Hermance, n. 1906 - Hermance, † 2002)

## Ambasciatori(1)
- André François-Poncet, ambasciatore e politico francese (Provins, n. 1887 - Parigi, † 1978)

## Ammiragli(1)
- André Marquis, ammiraglio francese (Tolone, n. 1883 - La Roche-sur-Yon, † 1957)

## Arabisti(1)
- André Miquel, arabista, storico e traduttore francese (Mèze, n. 1929 - Parigi, † 2022)

## Archeologi(2)
- André Godard, archeologo, architetto e storico dell'arte francese (Chaumont, n. 1881 - Parigi, † 1965)
- André Parrot, archeologo francese (Désandans, n. 1901 - Parigi, † 1980)

## Architetti(6)
- André Bloc, architetto, scultore e pittore francese (Algeri, n. 1896 - Nuova Delhi, † 1966)
- André Drouet de Dammartin, architetto e scultore francese (Jargeau, † 1413)
- André Félibien, architetto e storico francese (Chartres, n. 1619 - Parigi, † 1695)
- André Granet, architetto e imprenditore francese (Parigi, n. 1881 - Parigi, † 1974)
- André Lurçat, architetto e designer francese (Bruyères, n. 1894 - Parigi, † 1970)
- André Ravéreau, architetto francese (Limoges, n. 1919 - Aubenas, † 2017)

## Architetti del paesaggio(2)
- André Le Nôtre, architetto del paesaggio francese (Parigi, n. 1613 - Parigi, † 1700)
- André Mollet, architetto del paesaggio francese († 1665)

## Arcivescovi cattolici(4)
- André Dupuy, arcivescovo cattolico e diplomatico francese (Soustons, n. 1940)
- André Gueye, arcivescovo cattolico senegalese (Pallo-Youga, n. 1967)
- André Makarakiza, arcivescovo cattolico burundese (Rudehe, n. 1919 - Gitega, † 2004)
- André Pailler, arcivescovo cattolico francese (Henvic, n. 1912 - Plougastel-Daoulas, † 1994)

## Artisti(2)
- André Planché, artista francese (n. 1727 - † 1809)
- André Verdet, artista, pittore e poeta francese (Nizza, n. 1913 - Saint-Paul-de-Vence, † 2004)

## Astrologi(1)
- André Barbault, astrologo francese (Champignelles, n. 1921 - Colmar, † 2019)

## Astronauti(1)
- André Kuipers, astronauta e medico olandese (Amsterdam, n. 1958)

## Astronomi(4)
- André Couder, astronomo e ottico francese (Alençon, n. 1897 - Suresnes, † 1979)
- André Knöfel, astronomo tedesco (Berlino, n. 1963)
- André Lallemand, astronomo francese (Cirey-lès-Pontailler, n. 1904 - Parigi, † 1978)
- André Patry, astronomo francese (n. 1902 - † 1960)

## Atleti paralimpici(2)
- André Beaudoin, ex atleta paralimpico canadese (Cowansville, n. 1958)
- André Viger, atleta paralimpico canadese (Windsor, n. 1952 - Montréal, † 2006)

## Attivisti(1)
- André Alavoine, attivista francese (Parigi, n. 1843 - Palaiseau, † 1909)

## Attori(21)
- Bourvil, attore, cantante e compositore francese (Prétot-Vicquemare, n. 1917 - Parigi, † 1970)
- André Calmettes, attore e regista francese (Parigi, n. 1861 - † 1942)
- André De Biase, attore brasiliano (Vitória, n. 1956)
- André De Shields, attore, cantante e ballerino statunitense (Baltimora, n. 1946)
- André De Vanny, attore e doppiatore australiano (Melbourne, n. 1984)
- André Deed, attore, regista e sceneggiatore francese (Le Havre, n. 1879 - Parigi, † 1940)
- André Dussollier, attore francese (Annecy, n. 1946)
- André Hennicke, attore tedesco (Breitenbrunn/Erzgebirge, n. 1958)
- André Holland, attore statunitense (Bessemer, n. 1979)
- André Dae Kim, attore canadese (Edmonton, n. 1996)
- André Lamoglia, attore brasiliano (Rio de Janeiro, n. 1997)
- André Lawrence, attore canadese (Montréal, n. 1939)
- André Luguet, attore, regista e sceneggiatore francese (Fontenay-sous-Bois, n. 1892 - Cannes, † 1979)
- Andy Luotto, attore, comico e cuoco italiano (New York, n. 1950)
- André Maranne, attore francese (Tolosa, n. 1926 - Brighton, † 2021)
- André Morell, attore britannico (Londra, n. 1909 - Londra, † 1978)
- André Penvern, attore francese (Sèvres, n. 1947)
- André Segatti, attore e modello brasiliano (San Paolo, n. 1972)
- André Sogliuzzo, attore, doppiatore e comico statunitense (New York, n. 1966)
- André Versini, attore e sceneggiatore francese (Saint-Mandé, n. 1923 - Parigi, † 1966)
- André Wilms, attore francese (Strasburgo, n. 1947 - Parigi, † 2022)

## Attori teatrali(1)
- André Antoine, attore teatrale, regista teatrale e regista cinematografico francese (Limoges, n. 1858 - Le Pouliguen, † 1943)

## Aviatori(2)
- André Curvale, aviatore e militare francese (Néris-les-Bains, n. 1904 - Oloron-Sainte-Marie, † 1973)
- André Robert Lévy, aviatore francese (Parigi, n. 1893 - Parigi, † 1973)

## Banchieri(1)
- André Meyer, banchiere francese (Parigi, n. 1898 - Losanna, † 1979)

## Baritoni(1)
- André Baugé, baritono e attore francese (Tolosa, n. 1893 - Clichy, † 1966)

## Batteriologi(1)
- André Lemierre, batteriologo e medico francese (Parigi, n. 1875 - La Bernerie-en-Retz, † 1956)

## Biatleti(1)
- André Sehmisch, ex biatleta tedesco (Erlabrunn, n. 1964)

## Bibliotecari(1)
- André Barthélemy de Courcay, bibliotecario e numismatico francese (Aubagne, n. 1744 - Parigi, † 1799)

## Bizantinisti(1)
- André Guillou, bizantinista francese (Nantes, n. 1923 - Étampes, † 2013)

## Bobbisti(4)
- André Filippini, bobbista, dirigente sportivo e imprenditore svizzero (Sion, n. 1924 - † 2013)
- André Kiser, bobbista svizzero (n. 1958)
- André Lange, ex bobbista tedesco (Ilmenau, n. 1973)
- André Mollen, bobbista svizzero

## Botanici(2)
- André Michaux, botanico e esploratore francese (Versailles, n. 1746 - Toamasina, † 1801)
- André Thouin, botanico e agronomo francese (Parigi, n. 1747 - Parigi, † 1824)

## Canoisti(2)
- André Ehrenberg, ex canoista tedesco (Braunschweig, n. 1972)
- André Wohllebe, canoista tedesco (Berlino Est, n. 1962 - Berlino, † 2014)

## Canottieri(2)
- André Steiner, ex canottiere tedesco (n. 1970)
- André Willms, ex canottiere tedesco (n. 1972)

## Cantanti(4)
- André Claveau, cantante francese (Parigi, n. 1911 - Agen, † 2003)
- André Heller, cantante, artista e attore austriaco (Vienna, n. 1947)
- André Henriques, cantante portoghese (Lisbona, n. 1980)
- André Valadão, cantante, religioso e imprenditore brasiliano (Belo Horizonte, n. 1978)

## Cardinali(1)
- André Vingt-Trois, cardinale e arcivescovo cattolico francese (Parigi, n. 1942 - Parigi, † 2025)

## Cavalieri(1)
- André Jousseaume, cavaliere francese (n. 1894 - † 1960)

## Cestisti(14)
- André Ambroise, cestista francese (Beauvais, n. 1913 - Harly, † 1974)
- André Luiz Quirino Pereira, ex cestista brasiliano (Ribeirão Preto, n. 1979)
- André Ernesto Stoffel, ex cestista brasiliano (Jundiaí, n. 1960)
- André Barrais, cestista francese (Levallois-Perret, n. 1920 - Plougastel-Daoulas, † 2004)
- Louis Bertorelle, cestista francese (Saint-Juéry, n. 1932 - Seilh, † 2012)
- André Chavet, cestista francese (Saint-Étienne, n. 1930 - Arthun, † 2005)
- André Curbelo, cestista portoricano (Hato Rey, n. 2001)
- André Even, cestista francese (Pont-l'Évêque, n. 1926 - Pont-l'Évêque, † 2009)
- André Goeuriot, cestista francese (Jarny, n. 1921 - Ivry-sur-Seine, † 1973)
- André Luís Guimarães Fonseca, ex cestista brasiliano (Salvador, n. 1969)
- André Roberson, cestista statunitense (San Antonio, n. 1991)
- Paul Schlupp, cestista francese (Strasburgo, n. 1930 - Buhl, † 2008)
- André Souvré, cestista francese (Le Sap, n. 1939 - Tolosa, † 2021)
- André Vacheresse, cestista e allenatore di pallacanestro francese (Roanne, n. 1927 - Roanne, † 2000)

## Chimici(1)
- André Laugier, chimico, farmacista e mineralogista francese (Lisieux, n. 1770 - Parigi, † 1832)

## Ciclisti su strada(26)
- André Blaise, ciclista su strada belga (Soumagne, n. 1888 - Verviers, † 1941)
- André Boonen, ciclista su strada belga (Mol, n. 1957)
- André Brulé, ciclista su strada e ciclocrossista francese (Billancelles, n. 1922 - Clamart, † 2015)
- André Canet, ciclista su strada francese (n. 1905 - † 2007)
- André Cardoso, ciclista su strada portoghese (Porto, n. 1984)
- André Carvalho, ciclista su strada portoghese (Vila Nova de Famalicão, n. 1997)
- André Darrigade, ex ciclista su strada e pistard francese (Narrosse, n. 1929)
- André Declerck, ciclista su strada e pistard belga (Koekelare, n. 1919 - Roeselare, † 1967)
- André Desvages, ciclista su strada e dirigente sportivo francese (Graye-sur-Mer, n. 1944 - Tours, † 2018)
- André Devauchelle, ciclista su strada francese (Colombes, n. 1904 - Montfermeil, † 1972)
- André Dierickx, ex ciclista su strada belga (Oudenaarde, n. 1946)
- André Foucher, ciclista su strada francese (Cuillé, n. 1933 - † 2025)
- André Korff, ex ciclista su strada tedesco (Erfurt, n. 1973)
- André Le Dissez, ciclista su strada francese (Plougonver, n. 1929 - Parigi, † 2018)
- André Leducq, ciclista su strada francese (Saint-Ouen, n. 1904 - Marsiglia, † 1980)
- André Maelbrancke, ciclista su strada belga (Torhout, n. 1918 - Torhout, † 1976)
- André Mahé, ciclista su strada francese (Parigi, n. 1919 - Choisy-au-Bac, † 2010)
- André Noyelle, ciclista su strada belga (Ypres, n. 1931 - Poperinge, † 2003)
- André Pieters, ciclista su strada belga (Lendelede, n. 1922 - Izegem, † 2001)
- André Pottier, ciclista su strada francese (Moret-sur-Loing, n. 1882 - Châtres-sur-Cher, † 1976)
- André Rosseel, ciclista su strada belga (Lauwe, n. 1924 - Roeselare, † 1965)
- André Schulze, ex ciclista su strada e dirigente sportivo tedesco (Görlitz, n. 1974)
- André Trochut, ciclista su strada francese (Chermignac, n. 1931 - Geay, † 1996)
- André Trousselier, ciclista su strada francese (Parigi, n. 1887 - Parigi, † 1968)
- André Vercruysse, ciclista su strada belga (Burcht, n. 1895 - Bruxelles, † 1968)
- André Vlayen, ciclista su strada belga (Herselt, n. 1931 - † 2017)

## Compositori(14)
- André Bloch, compositore francese (Wissembourg, n. 1873 - Parigi, † 1960)
- André Campra, compositore e direttore d'orchestra francese (Aix-en-Provence, n. 1660 - Versailles, † 1744)
- André Caplet, compositore e direttore d'orchestra francese (Le Havre, n. 1878 - Neuilly-sur-Seine, † 1925)
- André Casanova, compositore francese (Parigi, n. 1919 - Louveciennes, † 2009)
- André Danican Philidor, compositore francese (Versailles - Dreux, † 1730)
- André Cardinal Destouches, compositore francese (Parigi, n. 1672 - Parigi, † 1749)
- André Gailhard, compositore francese (Parigi, n. 1885 - Ermont, † 1966)
- André Gedalge, compositore e insegnante francese (Parigi, n. 1856 - Chessy, † 1926)
- André Grétry, compositore belga (Liegi, n. 1741 - Montmorency, † 1813)
- André Jolivet, compositore francese (Parigi, n. 1905 - Parigi, † 1974)
- André Messager, compositore e direttore d'orchestra francese (Montluçon, n. 1853 - Parigi, † 1929)
- André Pascal, compositore francese (Marsiglia, n. 1932 - Montpellier, † 2001)
- André Raison, compositore e organista francese (Parigi, † 1719)
- André Wormser, compositore e banchiere francese (Parigi, n. 1851 - Parigi, † 1926)

## Critici cinematografici(1)
- André Bazin, critico cinematografico francese (Angers, n. 1918 - Nogent-sur-Marne, † 1958)

## Danzatori(2)
- André Eglevskij, ballerino russo (Mosca, n. 1917 - New York, † 1977)
- André Prokovsky, ballerino, coreografo e direttore teatrale francese (Parigi, n. 1939 - Beausoleil, † 2009)

## Designer(1)
- André Ricard Sala, designer e scrittore spagnolo (Barcellona, n. 1929)

## Direttori d'orchestra(2)
- André Cluytens, direttore d'orchestra belga (Anversa, n. 1905 - Neuilly-sur-Seine, † 1967)
- André Rieu, direttore d'orchestra, violinista e compositore olandese (Maastricht, n. 1949)

## Dirigenti sportivi(3)
- André Greipel, dirigente sportivo e ex ciclista su strada tedesco (Rostock, n. 1982)
- André Steensen, dirigente sportivo e ex ciclista su strada danese (Skanderborg, n. 1987)
- André de Cortanze, dirigente sportivo, pilota automobilistico e progettista francese (Parigi, n. 1941)

## Disc jockey(2)
- André Bratten, disc jockey e produttore discografico norvegese (n. 1987)
- Doctor Dré, disc jockey e produttore discografico statunitense (Westbury, n. 1963)

## Drammaturghi(4)
- André Birabeau, commediografo e scrittore francese (Parigi, n. 1890 - Principato di Monaco, † 1974)
- André Obey, commediografo, scrittore e giornalista francese (Douai, n. 1892 - Montsoreau, † 1975)
- Claude-André Puget, drammaturgo e sceneggiatore francese (Nizza, n. 1900 - Parigi, † 1975)
- André Roussin, drammaturgo e regista teatrale francese (Marsiglia, n. 1911 - Parigi, † 1987)

## Economisti(3)
- André Morellet, economista, enciclopedista e traduttore francese (Lione, n. 1727 - Parigi, † 1819)
- André Orléan, economista e saggista francese (n. 1950)
- André Zacharow, economista e politico brasiliano (Curitiba, † 2021)

## Editori(1)
- André Schiffrin, editore, curatore editoriale e saggista francese (Parigi, n. 1935 - Parigi, † 2013)

## Epigrafisti(1)
- André Chastagnol, epigrafista e storico francese (Parigi, n. 1920 - Parigi, † 1996)

## Etnologi(1)
- André Leroi-Gourhan, etnologo, archeologo e antropologo francese (Parigi, n. 1911 - Parigi, † 1986)

## Filologi(2)
- André Chaumeix, filologo, critico letterario e giornalista francese (Chamalières, n. 1874 - Passy, † 1955)
- André Dacier, filologo, traduttore e scrittore francese (Castres, n. 1651 - Parigi, † 1722)

## Filosofi(8)
- André Comte-Sponville, filosofo francese (Parigi, n. 1952)
- André Cresson, filosofo francese (Parigi, n. 1869 - Parigi, † 1950)
- André Glucksmann, filosofo, saggista e attivista francese (Boulogne-Billancourt, n. 1937 - Parigi, † 2015)
- André Gorz, filosofo e giornalista francese (Vienna, n. 1923 - Vosnon, † 2007)
- André Graindorge, filosofo e medico francese (Caen, n. 1616 - † 1676)
- André Pichot, filosofo e storico della scienza francese (n. 1950)
- André Scala, filosofo francese (n. 1950)
- André de Neufchâteau, filosofo e francescano francese († 1400)

## Fisici(2)
- André Bernanose, fisico, chimico e farmacologo francese (Nancy, n. 1912 - Nancy, † 2002)
- André Deprit, fisico belga (Namur, n. 1926 - Montgomery Village, † 2006)

## Fotografi(4)
- André De Dienes, fotografo ungherese (n. 1913 - † 1985)
- André-Adolphe-Eugène Disdéri, fotografo francese (Parigi, n. 1819 - Parigi, † 1889)
- André Kertész, fotografo ungherese (Budapest, n. 1894 - New York, † 1985)
- André Steiner, fotografo ungherese (Miháld, n. 1901 - Parigi, † 1978)

## Fumettisti(9)
- André Joy, fumettista francese (Parigi, n. 1925 - Parigi, † 2012)
- Walli, fumettista belga (Schaerbeek, n. 1952 - † 2021)
- André Chéret, fumettista francese (Parigi, n. 1937 - Montreuil, † 2020)
- André Diniz, fumettista brasiliano (Rio de Janeiro, n. 1975)
- André François, fumettista francese (Timișoara, n. 1915 - Grisy-les-Plâtres, † 2005)
- André Franquin, fumettista belga (Etterbeek, n. 1924 - Saint-Laurent-du-Var, † 1997)
- Job, fumettista svizzero (Delémont, n. 1927 - Nîmes, † 2024)
- André Juillard, fumettista francese (Parigi, n. 1948 - Penvénan, † 2024)
- André Geerts, fumettista belga (Bruxelles, n. 1955 - † 2010)

## Funzionari(1)
- André Tulard, funzionario francese (Nérondes, n. 1898 - Parigi, † 1967)

## Gambisti(1)
- André Maugars, gambista e traduttore francese

## Generali(4)
- André Corap, generale francese (Pont-Audemer, n. 1878 - Fontainebleau, † 1953)
- André de Foix, generale francese (n. 1490 - † 1547)
- André Gaston Prételat, generale francese (Wassy, n. 1874 - Parigi, † 1969)
- André Charles Victor Reille, generale francese (Parigi, n. 1815 - Antibes, † 1887)

## Geologi(2)
- André de Cayeux de Senarpont, geologo e paleontologo francese (Parigi, n. 1907 - Saint-Nazaire, † 1986)
- André Dumont, geologo, mineralogista e paleontologo belga (Liegi, n. 1809 - Liegi, † 1857)

## Gesuiti(1)
- André Schott, gesuita, umanista e teologo fiammingo (Anversa, n. 1552 - Anversa, † 1629)

## Giocatori di calcio a 5(8)
- André Bakker, ex giocatore di calcio a 5 olandese (n. 1961)
- André Coelho, giocatore di calcio a 5 portoghese (Viseu, n. 1993)
- André Fantecele, giocatore di calcio a 5 brasiliano (Belo Horizonte, n. 1988)
- André de Santana Ferreira, giocatore di calcio a 5 brasiliano (Londrina, n. 1988)
- André Santos Siqueira, ex giocatore di calcio a 5 brasiliano (San Paolo, n. 1976)
- André Sousa, giocatore di calcio a 5 portoghese (Lisbona, n. 1986)
- André Tielens, ex giocatore di calcio a 5 olandese (n. 1963)
- André Vicentini, ex giocatore di calcio a 5 brasiliano (Bauru, n. 1977)

## Giocatori di football americano(2)
- André Holgård, giocatore di football americano e calciatore svedese (n. 1990)
- André Mathes, ex giocatore di football americano tedesco (Magonza, n. 1975)

## Giocatori di polo(1)
- André Fauquet-Lemaître, giocatore di polo francese (Parigi, n. 1862 - Gruchet-le-Valasse, † 1943)

## Giornaliste(1)
- André Zanotto, giornalista, scrittrice e storica italiana (Losanna, n. 1933 - Aosta, † 1995)

## Giornalisti(7)
- André Barcinski, giornalista, critico musicale e critico cinematografico brasiliano (New York, n. 1968)
- André Castelot, giornalista, scrittore e biografo francese (Anversa, n. 1911 - Neuilly-sur-Seine, † 2004)
- Jacques Hébertot, giornalista, editore e drammaturgo francese (Rouen, n. 1886 - Parigi, † 1970)
- André Dominé, giornalista, enologo e gastronomo tedesco (Amburgo, n. 1946)
- André Frossard, giornalista e saggista francese (Saint-Maurice-Colombier, n. 1915 - Versailles, † 1995)
- André Maurel, giornalista e scrittore francese (Parigi, n. 1863 - Parigi, † 1943)
- André Leon Talley, giornalista statunitense (Washington, n. 1949 - White Plains, † 2022)

## Giuristi(1)
- André Dupin, giurista, avvocato e politico francese (Varzy, n. 1783 - Parigi, † 1865)

## Hockeisti su ghiaccio(7)
- André Burakovsky, hockeista su ghiaccio svedese (Klagenfurt, n. 1995)
- André Heim, hockeista su ghiaccio svizzero (n. 1998)
- André Lacroix, ex hockeista su ghiaccio canadese (Lauzon, n. 1945)
- André Lakos, hockeista su ghiaccio austriaco (Vienna, n. 1979)
- André Pronovost, ex hockeista su ghiaccio canadese (Shawinigan Falls, n. 1936)
- André Signoretti, ex hockeista su ghiaccio canadese (Manotick, n. 1979)
- André Veilleux, ex hockeista su ghiaccio canadese

## Incisori(1)
- Armand Rassenfosse, incisore, disegnatore e pittore belga (Liegi, n. 1862 - Liegi, † 1934)

## Indologi(1)
- André Padoux, indologo francese (Pechino, n. 1920 - Parigi, † 2017)

## Ingegneri(5)
- André Chapelon, ingegnere francese (Saint-Paul-en-Cornillon, n. 1892 - Parigi, † 1978)
- André Herbemont, ingegnere francese (Saint-Sauveur-de-Montagut, n. 1893 - Parigi, † 1966)
- André Koechlin, ingegnere francese (Mulhouse, n. 1789 - Parigi, † 1875)
- André Michelin, ingegnere e imprenditore francese (Parigi, n. 1853 - Parigi, † 1931)
- André Rebouças, ingegnere brasiliano (Cachoeira, n. 1838 - Funchal, † 1898)

## Insegnanti(1)
- André Corboz, docente svizzero (Petit Saconnex, n. 1928 - Collonge-Bellerive, † 2012)

## Latinisti(1)
- André Boulanger, latinista, archeologo e storico francese (Chéroy, n. 1886 - Montgeron, † 1958)

## Linguisti(2)
- André Lefevere, linguista belga (n. 1945 - Austin, † 1996)
- André Martinet, linguista francese (Saint-Alban-des-Villards, n. 1908 - Châtenay-Malabry, † 1999)

## Magistrati(2)
- André Joseph Abrial, magistrato e politico francese (Annonay, n. 1750 - Parigi, † 1828)
- André Tiraqueau, magistrato, giurista e umanista francese (Fontenay-le-Comte, n. 1488 - Parigi, † 1558)

## Matematici(7)
- André Bloch, matematico francese (Besançon, n. 1893 - Parigi, † 1948)
- André Haefliger, matematico svizzero (Nyon, n. 1929 - † 2023)
- André Lichnerowicz, matematico e fisico francese (Bourbon-l'Archambault, n. 1915 - Parigi, † 1998)
- André Neves, matematico portoghese (Lisbona, n. 1975)
- André Sainte-Laguë, matematico francese (Casteljaloux, n. 1882 - † 1950)
- André Tacquet, matematico belga (Anversa, n. 1612 - Anversa, † 1660)
- André Weil, matematico francese (Parigi, n. 1906 - Princeton, † 1998)

## Medici(4)
- André Albault, medico e esperantista francese (Reims, n. 1923 - Saint-Jean, † 2017)
- André Frédéric Cournand, medico francese (Parigi, n. 1895 - Great Barrington, † 1988)
- André Levret, medico francese (Parigi, n. 1703 - Parigi, † 1780)
- André Jean Baptiste Robineau-Desvoidy, medico e entomologo francese (Saint-Sauveur-en-Puisaye, n. 1799 - Parigi, † 1857)

## Medievisti(1)
- André Vauchez, medievista francese (Thionville, n. 1938)

## Mezzofondisti(1)
- André Bucher, ex mezzofondista svizzero (Neudorf, n. 1976)

## Microbiologi(1)
- André Lwoff, microbiologo francese (Ainay-le-Château, n. 1902 - Parigi, † 1994)

## Militari(5)
- André Ballatore, militare e aviatore francese (Parigi, n. 1913 - La Valette-du-Var, † 1997)
- André de Lohéac, militare francese (Montsûrs, n. 1408 - Laval, † 1486)
- André Rigaud, militare e politico haitiano (Les Cayes, n. 1761 - Les Cayes, † 1811)
- André Zirnheld, militare francese (Parigi, n. 1913 - Marsa Matruh, † 1942)
- André de Montalembert, militare francese (n. 1483 - Thérouanne, † 1553)

## Mineralogisti(1)
- André Jean François Marie Brochant de Villiers, mineralogista francese (Mantes-la-Ville, n. 1772 - Parigi, † 1840)

## Missionari(1)
- André de Longjumeau, missionario e diplomatico francese

## Modelli(1)
- André Hamann, modello tedesco (Oberhausen, n. 1987)

## Multiplisti(1)
- André Niklaus, multiplista tedesco (Berlino, n. 1981)

## Musicisti(2)
- André Olbrich, musicista tedesco (Düsseldorf, n. 1967)
- André Souris, musicista belga (Marchienne-au-Pont, n. 1899 - Parigi, † 1970)

## Naturalisti(1)
- André Étienne d'Audebert de Férussac, naturalista e politico francese (Chartron, n. 1786 - Parigi, † 1836)

## Nuotatori(5)
- André Brasil, nuotatore brasiliano (n. 1984)
- André Cordeiro, ex nuotatore brasiliano (Belo Horizonte, n. 1974)
- André Gusperti, ex nuotatore italiano (Silandro, n. 1973)
- André Laurent, ex nuotatore e ex pallanuotista belga (n. 1931)
- André Six, nuotatore francese (Lambersart, n. 1879 - Chelles, † 1915)

## Operai(1)
- André Bastelica, operaio francese (Bastia, n. 1845 - Marsiglia, † 1884)

## Orafi(1)
- André Kauffer, orafo francese (Nancy, n. 1867 - Nancy, † 1937)

## Organisti(2)
- André Isoir, organista francese (Saint-Dizier, n. 1935 - † 2016)
- André Pirro, organista e musicologo francese (Saint-Dizier, n. 1869 - Parigi, † 1943)

## Orientalisti(2)
- André Basset, orientalista e linguista francese (Lunéville, n. 1895 - Parigi, † 1956)
- André Dupont-Sommer, orientalista francese (Marnes-la-Coquette, n. 1900 - Parigi, † 1983)

## Ostacolisti(1)
- André Phillips, ex ostacolista statunitense (Milwaukee, n. 1959)

## Pallamanisti(1)
- Andy Schmid, ex pallamanista e allenatore di pallamano svizzero (Horgen, n. 1983)

## Pallanuotisti(3)
- André Busch, pallanuotista francese (Mulhouse, n. 1913 - Sanary-sur-Mer, † 1991)
- André Grosjean, pallanuotista svizzero (Meslières, n. 1921 - † 2006)
- André Lochon, pallanuotista francese (Reims, n. 1932 - Le Port-Marly, † 2014)

## Pallavolisti(4)
- André Ferreira, pallavolista brasiliano (Recife, n. 1964 - San Paolo, † 2024)
- André Heller, ex pallavolista brasiliano (Novo Hamburgo, n. 1975)
- André Nascimento, ex pallavolista brasiliano (São João de Meriti, n. 1979)
- André Saliba, pallavolista brasiliano (Itaúna, n. 1999)

## Partigiani(1)
- André Renard, partigiano e sindacalista belga (Valenciennes, n. 1911 - Seraing, † 1962)

## Pastori protestanti(1)
- André Trocmé, pastore protestante francese (San Quintino, n. 1901 - Ginevra, † 1971)

## Pattinatori di velocità su ghiaccio(1)
- André Hoffmann, ex pattinatore di velocità su ghiaccio tedesco (Berlino Est, n. 1961)

## Pianisti(2)
- André Previn, pianista, direttore d'orchestra e compositore tedesco (Berlino, n. 1929 - Manhattan, † 2019)
- André Watts, pianista statunitense (Norimberga, n. 1946 - Bloomington, † 2023)

## Piloti automobilistici(8)
- André Boillot, pilota automobilistico francese (Valentigney, n. 1891 - La Châtre, † 1932)
- André Guelfi, pilota automobilistico francese (Mazagan, n. 1919 - Sliema, † 2016)
- André Lotterer, pilota automobilistico tedesco (Duisburg, n. 1981)
- André Milhoux, ex pilota automobilistico belga (Bressoux, n. 1928)
- André Negrão, pilota automobilistico brasiliano (San Paolo, n. 1992)
- André Pilette, pilota automobilistico belga (Parigi, n. 1918 - Etterbeek, † 1993)
- André Simon, pilota automobilistico francese (Parigi, n. 1920 - Évian-les-Bains, † 2012)
- André Testut, pilota automobilistico monegasco (Lione, n. 1926 - Lione, † 2005)

## Piloti motociclistici(1)
- André de Azevedo, pilota motociclistico e pilota di rally brasiliano (São José dos Campos, n. 1959)

## Pistard(2)
- André Auffray, pistard francese (n. 1884 - Parigi, † 1953)
- Georges Coindre, pistard francese (Levallois-Perret, n. 1879 - Deauville, † 1953)

## Pittori(18)
- André Bauchant, pittore francese (Château-Renault, n. 1873 - Montoire-sur-le-Loir, † 1958)
- André Beaudin, pittore e scultore francese (Mennecy, n. 1895 - Neuilly-sur-Seine, † 1979)
- André Beauneveu, pittore, scultore e miniatore francese (Valenciennes, n. 1335 - Bourges, † 1400)
- André Bouys, pittore e incisore francese (Hyères, n. 1656 - Parigi, † 1740)
- André Eugène Costilhes, pittore e decoratore francese (Cunlhat, n. 1865 - Jouars-Pontchartrain, † 1940)
- André Henri Dargelas, pittore e disegnatore francese (Bordeaux, n. 1828 - Écouen, † 1906)
- André Dauchez, pittore, incisore e fotografo francese (Parigi, n. 1870 - Parigi, † 1948)
- André Derain, pittore e illustratore francese (Chatou, n. 1880 - Garches, † 1954)
- André Dunoyer de Segonzac, pittore, incisore e illustratore francese (Boussy-Saint-Antoine, n. 1884 - Parigi, † 1974)
- André Dutertre, pittore e disegnatore francese (Parigi, n. 1753 - Parigi, † 1842)
- André Favory, pittore e illustratore francese (Parigi, n. 1888 - Parigi, † 1937)
- André Fontaine, pittore e giornalista canadese (Saint-Gédéon, n. 1926 - Québec, † 2005)
- André Gonçalves, pittore portoghese (Lisbona, n. 1685 - Lisbona, † 1754)
- André Jolivard, pittore francese (Le Mans, n. 1787 - Parigi, † 1851)
- André Lhote, pittore francese (Bordeaux, n. 1885 - Parigi, † 1962)
- André Marchand, pittore francese (Aix-en-Provence, n. 1907 - Arles, † 1998)
- André Masson, pittore francese (Balagny-sur-Thérain, n. 1896 - Parigi, † 1987)
- André Utter, pittore francese (Parigi, n. 1886 - Parigi, † 1948)

## Poeti(7)
- André de Coutances, poeta francese (Normandia)
- André Bellessort, poeta, saggista e insegnante francese (Marsiglia, n. 1866 - Parigi, † 1942)
- André Breton, poeta, saggista e critico d'arte francese (Tinchebray, n. 1896 - Parigi, † 1966)
- André Chénier, poeta francese (Costantinopoli, n. 1762 - Parigi, † 1794)
- André Frénaud, poeta francese (Montceau-les-Mines, n. 1907 - Parigi, † 1993)
- Victor Gélu, poeta e scrittore francese (Marsiglia, n. 1806 - Marsiglia, † 1885)
- André Salmon, poeta francese (Parigi, n. 1881 - Sanary-sur-Mer, † 1969)

## Politici(24)
- André Antoine, politico belga (Lovanio, n. 1960)
- André Azoulay, politico marocchino (Essaouira, n. 1941)
- André Bettencourt, politico francese (Saint-Maurice-d'Ételan, n. 1919 - Neuilly-sur-Seine, † 2007)
- André Boisclair, politico canadese (Montréal, n. 1966)
- André Carson, politico statunitense (Indianapolis, n. 1974)
- André Chandernagor, politico e magistrato francese (Civray, n. 1921)
- André Claisse, politico francese (Parigi, n. 1918 - Troyes, † 2006)
- André Cools, politico belga (Flémalle, n. 1927 - Liegi, † 1991)
- André Damseaux, politico belga (Verviers, n. 1937 - Verviers, † 2007)
- André Flahaut, politico belga (Walhain, n. 1955)
- André Kolingba, politico centrafricano (Bangui, n. 1936 - Parigi, † 2010)
- André Labarrère, politico e storico francese (Pau, n. 1928 - Pau, † 2006)
- André Lajoinie, politico francese (Chasteaux, n. 1929 - Cusset, † 2024)
- André Le Troquer, politico francese (Parigi, n. 1884 - Parigi, † 1963)
- André Marie, politico francese (Honfleur, n. 1897 - Rouen, † 1974)
- André Marty, politico e antifascista francese (Perpignano, n. 1886 - Tolosa, † 1956)
- André Milongo, politico della Repubblica del Congo (Mankondi, n. 1935 - Parigi, † 2007)
- André Nzapayeké, politico centrafricano (Bangassou, n. 1951)
- André Philip, politico e economista francese (Pont-Saint-Esprit, n. 1902 - Parigi, † 1970)
- André Poggenburg, politico tedesco (Weißenfels, n. 1975)
- André Jeanbon Saint André, politico e rivoluzionario francese (Montauban, n. 1749 - Magonza, † 1813)
- André Tardieu, politico francese (Parigi, n. 1876 - Mentone, † 1945)
- André Van Cauwenberghe, politico belga (Bernissart, n. 1914 - Charleroi, † 1994)
- André Ventura, politico e avvocato portoghese (Algueirão-Mem Martins, n. 1983)

## Presbiteri(4)
- André Coindre, presbitero francese (Lione, n. 1787 - Blois, † 1826)
- André Dupleix, presbitero francese (Pau, n. 1944)
- André Marc, presbitero, teologo e filosofo francese (Caen, n. 1892 - Chantilly, † 1961)
- André Wilmart, presbitero e medievista francese (Orléans, n. 1876 - Parigi, † 1941)

## Produttori cinematografici(1)
- André Dugès, produttore cinematografico e regista francese (San Quintino, n. 1881 - † 1943)

## Produttori discografici(1)
- Moguai, produttore discografico e disc jockey tedesco (Recklinghausen, n. 1973)

## Progettisti(1)
- André Lefèbvre, progettista e pilota automobilistico francese (Louvres, n. 1894 - L'Étang-la-Ville, † 1964)

## Psicoanalisti(1)
- André Green, psicoanalista francese (Il Cairo, n. 1927 - Parigi, † 2012)

## Psicologi(1)
- André Rey, psicologo svizzero (Losanna, n. 1906 - Ginevra, † 1965)

## Rapper(3)
- André 3000, rapper, cantante e polistrumentista statunitense (Atlanta, n. 1975)
- Dillaz, rapper e produttore discografico portoghese (Alcabideche, n. 1991)
- Piruka, rapper portoghese (Cascais, n. 1993)

## Registi(11)
- André Barsacq, regista, scenografo e direttore teatrale francese (Feodosia, n. 1909 - Parigi, † 1973)
- André Cavens, regista belga (Bruxelles, n. 1912 - † 1971)
- André Chotin, regista francese (Parigi, n. 1892 - Parigi, † 1954)
- André Delvaux, regista belga (Oud-Heverlee, n. 1926 - Valencia, † 2002)
- André Heuzé, regista, sceneggiatore e attore francese (Saint-Arnoult-en-Yvelines, n. 1880 - Parigi, † 1942)
- André Hugon, regista, sceneggiatore e produttore cinematografico francese (Algeri, n. 1886 - Cannes, † 1960)
- André Hunebelle, regista francese (Meudon, n. 1896 - Nizza, † 1985)
- André Michel, regista francese (Parigi, n. 1907 - Parigi, † 1989)
- André Ristum, regista e sceneggiatore brasiliano (Londra, n. 1971)
- André Téchiné, regista e sceneggiatore francese (Valence-d'Agen, n. 1943)
- André Øvredal, regista e sceneggiatore norvegese (Osøyro, n. 1973)

## Religiosi(4)
- André Bessette, religioso canadese (Mont-Saint-Grégoire, n. 1845 - Montréal, † 1937)
- Bruno Hussar, religioso egiziano (Il Cairo, n. 1911 - Gerusalemme, † 1996)
- André Louf, religioso, teologo e biblista belga (Lovanio, n. 1929 - Mont-des-Cats, † 2010)
- André do Prado, religioso, teologo e filosofo portoghese (Évora - Portogallo)

## Rugbisti a 15(8)
- André Bester, rugbista a 15 sudafricano (n. 1965)
- André Boniface, rugbista a 15 e allenatore di rugby a 15 francese (Montfort-en-Chalosse, n. 1934 - Bayonne, † 2024)
- André Buonomo, rugbista a 15 e allenatore di rugby a 15 francese (Sète, n. 1950)
- André Joubert, ex rugbista a 15 sudafricano (Ladysmith, n. 1964)
- André Pretorius, ex rugbista a 15 sudafricano (Johannesburg, n. 1978)
- André Rischmann, rugbista a 15 francese (Parigi, n. 1882 - Parigi, † 1955)
- André Venter, ex rugbista a 15 sudafricano (Vereeniging, n. 1970)
- André Vos, ex rugbista a 15 sudafricano (East London, n. 1975)

## Saltatori con gli sci(1)
- André Kiesewetter, ex saltatore con gli sci tedesco (n. 1969)

## Scacchisti(2)
- André Chéron, scacchista e compositore di scacchi francese (Colombes, n. 1895 - Leysin, † 1980)
- André Muffang, scacchista francese (St. Brieuc, n. 1897 - Parigi, † 1989)

## Schermidori(9)
- André Baur, schermidore francese (Parigi, n. 1904 - Oświęcim, † 1943)
- André Bonin, schermidore francese (Granville, n. 1909 - Parigi, † 1998)
- André Gaboriaud, schermidore francese (Gémozac, n. 1895 - Meschers-sur-Gironde, † 1969)
- André Gardère, schermidore francese (Gérardmer, n. 1913 - Parigi, † 1977)
- André Labatut, schermidore francese (Bordeaux, n. 1891 - Bordeaux, † 1977)
- André Rabel, schermidore francese (Parigi, n. 1878 - † 1934)
- André Rossignol, schermidore francese
- André Van De Werve De Vorsselaer, schermidore belga (Anversa, n. 1908 - Anversa, † 1984)
- André Weßels, schermidore tedesco (Recklinghausen, n. 1981)

## Sciatori alpini(1)
- André Pomerleau, ex sciatore alpino canadese (n. 1945)

## Scrittori(23)
- André Aciman, scrittore egiziano (Alessandria d'Egitto, n. 1951)
- André Baillon, scrittore belga (Anversa, n. 1875 - Saint-Germain-en-Laye, † 1932)
- André Berry, scrittore francese (Bordeaux, n. 1902 - Parigi, † 1986)
- André Brink, scrittore sudafricano (Vrede, n. 1935 - Città del Capo, † 2015)
- André Brugiroux, scrittore francese (Villeneuve-Saint-Georges, n. 1937)
- André Carpentier, scrittore canadese (Montréal, n. 1947)
- André Cayatte, scrittore, giornalista e regista francese (Carcassonne, n. 1909 - Parigi, † 1989)
- André Chamson, scrittore e archivista francese (Nîmes, n. 1900 - Parigi, † 1983)
- André Chevrillon, scrittore francese (Ruelle-sur-Touvre, n. 1864 - Parigi, † 1957)
- André Dhôtel, scrittore e poeta francese (Attigny, n. 1900 - Parigi, † 1991)
- André Fontainas, scrittore belga (Bruxelles, n. 1865 - Parigi, † 1948)
- André Fraigneau, scrittore, curatore editoriale e latinista francese (Nîmes, n. 1905 - Parigi, † 1991)
- André Gide, scrittore francese (Parigi, n. 1869 - Parigi, † 1951)
- André Giroux, scrittore canadese (Québec, n. 1916 - † 1977)
- André Héléna, scrittore francese (Narbona, n. 1919 - Leucate, † 1972)
- Marchese de la Franquerie, scrittore e saggista francese (n. 1901 - † 1992)
- André Losay, scrittore e compositore francese (Fécamp, n. 1913 - Boulogne-sur-Mer, † 1984)
- André Malraux, scrittore e politico francese (Parigi, n. 1901 - Créteil, † 1976)
- André Maurois, romanziere, saggista e storico francese (Elbeuf, n. 1885 - Neuilly-sur-Seine, † 1967)
- André Joseph Panckoucke, scrittore e editore francese (Lilla, n. 1700 - Lilla, † 1753)
- André Pieyre de Mandiargues, scrittore, drammaturgo e traduttore francese (Parigi, n. 1909 - Parigi, † 1991)
- André Schwarz-Bart, scrittore francese (Metz, n. 1928 - Les Abymes, † 2006)
- André Thevet, scrittore e esploratore francese (Angoulême, n. 1516 - Parigi, † 1590)

## Scrittrici(1)
- André Léo, scrittrice francese (Lusignan, n. 1824 - Parigi, † 1900)

## Scultori(1)
- André Abbal, scultore francese (Montech, n. 1876 - Carbonne, † 1953)

## Slittinisti(1)
- André Florschütz, ex slittinista tedesco (Sonneberg, n. 1976)

## Snowboarder(1)
- André Höflich, snowboarder tedesco (Kempten, n. 1997)

## Sociologi(1)
- André Siegfried, sociologo e geografo francese (Le Havre, n. 1875 - Parigi, † 1959)

## Sollevatori(2)
- André Dochy, sollevatore francese (Halluin, n. 1928 - Halluin, † 2011)
- André Le Guillerm, sollevatore francese (Romainville, n. 1924 - Gasville-Oisème, † 2014)

## Stilisti(1)
- André Courrèges, stilista francese (Pau, n. 1923 - Neuilly-sur-Seine, † 2016)

## Storici(2)
- André Clot, storico e scrittore francese (Grenoble, n. 1909 - Seyssinet-Pariset, † 2002)
- André Duchesne, storico e geografo francese (L'Île-Bouchard, n. 1584 - Parigi, † 1640)

## Storici dell'arte(1)
- André Chastel, storico dell'arte francese (Parigi, n. 1912 - Parigi, † 1990)

## Storici delle religioni(1)
- André Motte, storico delle religioni belga (Colfontaine, n. 1936)

## Tastieristi(1)
- André Andersen, tastierista e compositore russo (Mosca, n. 1961)

## Tennisti(6)
- André Gobert, tennista francese (Parigi, n. 1890 - Parigi, † 1951)
- André Göransson, tennista svedese (Räng, n. 1994)
- André Martin-Legeay, tennista francese (Parigi, n. 1906 - Amélie-les-Bains, † 1940)
- André Merlin, tennista francese (Brazzaville, n. 1911 - Parigi, † 1960)
- André Sá, ex tennista brasiliano (Belo Horizonte, n. 1977)
- André Vacherot, tennista francese (Neuilly-sur-Seine, n. 1877 - Rouen, † 1924)

## Teologi(2)
- André Gounelle, teologo francese (Nîmes, n. 1933 - Montpellier, † 2025)
- André Neher, teologo e filosofo israeliano (Obernai, n. 1914 - Gerusalemme, † 1988)

## Tipografi(1)
- André Le Breton, tipografo e editore francese (Parigi, n. 1708 - Parigi, † 1779)

## Tiratori di fune(1)
- Roger Basset, tiratore di fune francese (Lione, n. 1881 - Glennes, † 1918)

## Umanisti(1)
- André de Resende, umanista e archeologo portoghese (Évora - Évora, † 1573)

## Velisti(2)
- André Derrien, velista francese (Quimper, n. 1895 - Fouesnant, † 1994)
- André Nelis, velista belga (Borgerhout, n. 1935 - Anversa, † 2012)

## Velocisti(3)
- André Bicaba, ex velocista burkinabé (n. 1945)
- André Domingos, ex velocista brasiliano (Santo André, n. 1972)
- André Mourlon, velocista francese (Parigi, n. 1903 - Parigi, † 1970)

## Vescovi cattolici(3)
- Andrea da Escobar, vescovo cattolico e teologo portoghese (Lisbona, n. 1366 - Alpendorada, † 1450)
- André Louis Fort, vescovo cattolico francese (Chalon-sur-Saône, n. 1935)
- André Nguyễn Văn Nam, vescovo cattolico vietnamita (Thanh Mỹ An, n. 1922 - Ho Chi Minh, † 2006)

## Vetrai(1)
- André Robin, vetraio francese

## Violinisti(3)
- André Gertler, violinista e insegnante ungherese (Budapest, n. 1907 - Bruxelles, † 1998)
- André Mangeot, violinista, imprenditore e docente francese (Parigi, n. 1883 - Londra, † 1970)
- André de Ribaupierre, violinista e docente svizzero (Clarens, n. 1893 - Rochester, † 1955)

## Wrestler(1)
- André the Giant, wrestler e attore francese (Coulommiers, n. 1946 - Parigi, † 1993)

## Zoologi(1)
- André Marie Constant Duméril, zoologo francese (Amiens, n. 1774 - Parigi, † 1860)

## Senza attività specificata(4)
- André Van Lysebeth, belga (Bruxelles, n. 1919 - Perpignano, † 2004)
- André de Montbard, cavaliere medievale francese (Gerusalemme, † 1156)
- André Pézard, italianista e traduttore francese (Parigi, n. 1893 - Sault, † 1984)
- André Vandelle, sciatore di pattuglia militare francese (Les Rousses, n. 1902 - Les Rousses, † 1976)